# Caius Septimius Severus Aper
Caius Septimius Severus Aper (fl. 207, mort en 212) est un homme politique et consul de l'Empire romain.

## Vie
Il est fils de Publius Septimius Geta.
Il est consul en 207.
Il est le père d'un Lucius Septimius, le père de Lucius Septimius Severus, marié avec Pomponia Bassa, fille de Pomponius Bassus et de sa femme Pomponia Gratidia, les parents de Septimius Bassus.